# 天鬼とうり
天鬼 とうり（あまのおに とうり）は日本のゲームの原画家・イラストレーター。

## 作品

### ゲーム原画
- ミライセカイのプラネッタ(りぷる)
- 超限勇希 ムゲンフィニティ(だんでらいおん)
- 目覚めると従姉妹を護る美少女剣士になっていた(ミルフィーユ)

### 同人ゲーム
- グリモワール 〜淫虐の魔道書に溺れる百合姉妹〜(Magical☆Girl)

### 挿絵
- 目覚めると従姉妹を護る美少女剣士になっていた（著者・狩野景、『あとみっく文庫』、キルタイムコミュニケーション）